# Мелтем Аръкан
Мелтем Аръкан (на турски: Meltem Arıkan) е турска писателка, романист и драматург.

## Биография
Мелтем Аръкан е родена на 7 януари 1968 г. в град Анкара, където израства. Първите ѝ кратки разкази и есета са публикувани в различни литературни списания през 1992-1995 г.

### Художествена литература
- 1999: Ve... Veya... Belki... (And... Or... Maybe...), 210 стр., 3-то издание за 2005 г., ISBN 975-289-084-9
- 2000: Evet... Ama... Sanki... (Yes... But... As If...), 209 стр., 3-то издание за 2004 г., ISBN 975-289-097-0
- 2002: Kadın Bedenini Soyarsa (Undressing Herself), 328 стр., 5-о издание за 2005 г., ISBN 975-289-007-5
- 2003: Yeter Tenimi Acıtmayın (Stop Hurting My Flesh), 327 стр., 6-о издание за 2007 г., ISBN 975-289-108-X
- 2005: Zaten Yoksunuz (You Exist In No Way), 278 стр., 4-то издание за 2005 г., ISBN 975-289-206-X
- 2006: Umut Lanettir (Hope is a Curse), 263 стр., 2-ро издание за 2006 г., ISBN 975-289-364-3
- 2009: Özlemin Beni Savuran (Your Yearning That Sways Me), 190 стр., ISBN 978-605-111-228-2

### Документалистика
- 2008: Beden Biliyor (The Body Knows), 139 стр., 3-то издание за 2008 г., ISBN 978-9944-298-22-3

### Пиеси
- 2007: I'm Breaking the Game (също и като „I'm Spoiling the Game“) Текст: Meltem Arıkan (Oyunu Bozuyorum)
- 2009: Parallel Драматургия: Мелтем Аръкан
- 2012: Mi Minör

### Журналистика
- 2007 – колумнист в месечното списание „Kazete“